# Eratoneura sorota
Eratoneura sorota är en insektsart som först beskrevs av Hepner 1975.  Eratoneura sorota ingår i släktet Eratoneura och familjen dvärgstritar. Inga underarter finns listade i Catalogue of Life.